# 브루누 페르난드스 (1994년)
브루누 페르난드스(포르투갈어: Bruno Fernandes, 1994년 9월 8일 ~ )는 포르투갈의 축구 선수로, 포지션은 미드필더이다.  현재 맨체스터 유나이티드와 포르투갈 축구 국가대표팀에 소속되어 있으며 맨체스터 유나이티드의 주장을 역임하고 있다.
본명은 브루누 미겔 보르즈스 프르난치(포르투갈어: Bruno Miguel Borges Fernandes, 포르투갈어 발음: [ˈbɾunu fɨɾˈnɐ̃dɨʃ])이며 대한민국에서는 이름을 스페인어로 발음한 브루노 페르난데스로도 알려져 있다.

## 클럽 경력

### 맨체스터 유나이티드

#### 2022-23 시즌
2023년 7월 20일, 페르난드스는 해리 매과이어의 뒤를 이어 맨체스터 유나이티드의 주장으로 선임되었다.

## 국가대표 경력
2022년 FIFA 월드컵 당시 조별리그 2차전 우루과이전에서 골을 넣었으나 크리스티아누 호날두가 골 세레머니를 하며 자기가 골을 넣었다고 주장하는 일이 벌어졌다. 페르난드스의 입장에서는 호날두가 대선배였으므로 골을 양보했다. 하지만 비디오 판독 결과 호날두의 머리가 공에 닿지 않은 걸로 판독되어 페르난드스의 골로 인정되었으며 이로 인해 호날두는 디에고 마라도나의 신의 손에 빗댄 신의 머리카락이라는 바아냥을 당했다.

## 플레이 스타일
공격형 미드필더인 페르난드스는 수비수들한테 공을 빼앗을 수 있고 경기의 흐름을 결정할 수 있는 능력을 갖춘, 활기넘치는 박스 투 박스형 플레이메이커이다. 페르난드스는 또한 킬패스를 종종 시도하기에, 다양한 종류의 패스를 시도하며 위험을 감수하려는 경향이 있다. 거기다 턴오버를 하기도 하지만, 소유권을 잃은 후에는 압박을 가한다. 추가로, 그는 정확한 프리킥 실력을 갖췄으며 페널티 에이리어 밖에서 슛을 하길 선호한다. 오프 더 볼 시에 움직임도 뛰어나며, 보통은 경기장의 공격 지형에서 맴돌거나, 공 소유권을 얻으러 더 아래까지 내려온다. 공격형 미드필더 역할뿐만 아니라, 좀 더 아래의 중앙 미드필더 역이나, 세컨드 스트라이커 역할도 수행 가능하다.

## 출전 통계
| 클럽                | 시즌    | 출전 | 득점 | 도움 |
| ------------------- | ------- | ---- | ---- | ---- |
| 노바라              | 2012-13 | 23   | 4    | 2    |
| 우디네세            | 2013-14 | 28   | 4    | 5    |
| 우디네세            | 2014-15 | 34   | 4    | 3    |
| 우디네세            | 2015-16 | 33   | 3    | 4    |
| 우디네세            | 합계    | 95   | 11   | 12   |
| 삼프도리아          | 2016-17 | 35   | 5    | 3    |
| 스포르팅            | 2017-18 | 56   | 16   | 17   |
| 스포르팅            | 2018-19 | 53   | 33   | 16   |
| 스포르팅            | 2019-20 | 28   | 15   | 14   |
| 스포르팅            | 합계    | 137  | 64   | 47   |
| 맨체스터 유나이티드 | 2019-20 | 22   | 12   | 8    |
| 맨체스터 유나이티드 | 2020-21 | 58   | 28   | 18   |
| 맨체스터 유나이티드 | 2021-22 | 46   | 10   | 13   |
| 맨체스터 유나이티드 | 2022-23 | 59   | 14   | 14   |
| 맨체스터 유나이티드 | 2023-24 | 48   | 15   | 13   |
| 맨체스터 유나이티드 | 2024-25 | 55   | 19   | 18   |
| 맨체스터 유나이티드 | 합계    | 288  | 98   | 84   |

## 수상
스포르팅 CP
- 타사 데 포르투갈 : 2018–19[6]
- 타사 다 리가 : 2017–18, 2018–19[7]

맨체스터 유나이티드
- EFL컵 : 2022-23
- FA컵 : 2023-24

포르투갈
- UEFA 네이션스리그: 2018–19[8]

### 개인
- 스포르팅 CP 올해의 선수 : 2018, 2019
- 프리메이라리가 올해의 선수 : 2017–18, 2018–19
- 프리메이라리가 올해의 팀 : 2017–18, 2018–19
- 타사 데 포르투갈 득점왕 : 2018-19
- CNID 올해의 선수 : 2019
- UEFA 유로파리그 득점왕 : 2019-20, 2024-25[9]
- UEFA 유로파리그 시즌의 스쿼드 : 2017–18, 2019–20, 2020–21
- UEFA 네이션스리그 파이널 베스트 : 2019
- PFA 올해의 팀 : 2020-21
- ESM 올해의 팀 : 2020-21
- 맷 버스비 올해의 선수 : 2019–20, 2020–21, 2023-24, 2024-25